# Masyw strzegomski
Masyw strzegomski, masyw Strzegom-Sobótka – jednostka geologiczna na bloku przedsudeckim.
Masyw granitoidowy Strzegom-Sobótka znajduje się w północno-zachodniej części bloku przedsudeckiego. Od północy graniczy z metamorfikiem kaczawskim i metamorfikiem Imbramowic, od wschodu z masywem serpentynitowym Sobótki, masywem gabrowym Ślęży, od południowego wschodu graniczy z masywem Gogołów-Jordanów i blokiem sowiogórskim, na południu zakryty jest przez miąższe osady kenozoiczne.  Na zachodzie przylega do sudeckiego uskoku brzeżnego, który oddziela go od Gór Kaczawskich.
Procesy magmowe, które doprowadziły do powstania masywu, umiejscawia się czasowo w końcowym okresie waryscyjskich ruchów górotwórczych, mających miejsce na przełomie karbonu i permu. Badania izotopowe różnych odmian granitoidów masywu pozwalają sądzić, że jest on dziełem czterech osobnych iniekcji stopu magmowego, które nastąpiły pomiędzy 308 a 294 milionami lat temu.
Masyw zbudowany jest z kilku niewielkich plutonów, w których wyróżnia się cztery podstawowe odmiany litologiczne granitu: granit hornblendowo-biotytowy, granit biotytowy, granodioryt biotytowy oraz granit dwułyszczykowy. Dwie pierwsze występują głównie w zachodniej części masywu, dwie pozostałe natomiast w części wschodniej. Wyróżnia się również inne, podrzędne odmiany, jak granodioryt hornblendowo-biotytowy i tonalit z Łażan czy drobnokrystaliczny leukogranit z Zimnika.
Granit strzegomski odznacza się barwą jasnoszarą, strukturą średnioziarnistą, teksturą bezkierunkową. Składa się głównie z plagioklazu, kwarcu i biotytu, mniej licznego skalenia potasowego, a w niektórych partiach występuje hornblenda lub muskowit.
Występują w nim liczne ciała pegmatytowe, maficzne enklawy magmowe, ksenolity oraz szliry zbudowane z ciemnych minerałów. Pocięty jest młodszymi żyłami aplitów oraz żyłami kwarcowymi.
Ze skał masywu strzegomskiego zbudowane jest podłoże zachodniej części Przedgórza Sudeckiego – Wzgórz Strzegomskich, Równiny Świdnickiej oraz Masywu Ślęży.
Ostatnio zaproponowano nazwę pluton granitowy Strzegom-Sobótka.